# Fêche-l’Église
Fêche-l’Église (deutsch früher Fesch und Witz) ist eine französische Gemeinde im Département Territoire de Belfort in der Region Bourgogne-Franche-Comté.

## Geographie
Fêche-l’Église liegt auf 360 m Meereshöhe, vier Kilometer westlich von Delle und etwa zwölf Kilometer östlich der Stadt Montbéliard (Luftlinie). Das Dorf erstreckt sich in einer breiten Mulde in den nördlichen Ausläufern des Juras, im Tal der Feschotte, nahe der Grenze zur Schweiz.
Die Fläche des 3,93 km² großen Gemeindegebiets umfasst einen Abschnitt des nördlichen französischen Juras. Der westliche Teil des Gebietes wird von der ungefähr einem Quadratkilometer großen Mulde eingenommen, die durchschnittlich auf 355 m liegt. Sie wird von der Feschotte nach Nordwesten zum Allan entwässert. Umgeben wird die Mulde von den Anhöhen der nördlichen Ausläufer des Tafeljuras, der sich hier allmählich zum Flachland der Burgundischen Pforte absenkt. Diese Höhen sind teils mit Acker- und Wiesland, teils mit Wald bedeckt. Nach Norden reicht das Gemeindeareal in das ausgedehnte Waldgebiet der Grande Noz (bis 411 m), nach Osten auf die Höhe, welche die Täler von Feschotte und Batte trennt. Hier wird mit 460 m die höchste Erhebung von Fêche-l’Église erreicht.
Nachbargemeinden von Fêche-l’Église sind Grandvillars und Thiancourt im Norden, Delle und Lebetain im Osten, Saint-Dizier-l’Évêque im Süden sowie Badevel im Westen.

## Geschichte
Das Gemeindegebiet von Fêche-l’Église war schon sehr früh besiedelt. Die frühesten Zeugnisse der Anwesenheit des Menschen stammen aus prähistorischer Zeit. Während der Römerzeit durchquerte der wichtige Verkehrsweg von Epomanduodurum (Mandeure) nach Augusta Raurica das Ortsgebiet.
Erstmals urkundlich erwähnt wird Fêche-l’Église im Jahr 1303. In der ersten Hälfte des 14. Jahrhunderts gelangte das Dorf unter die Oberhoheit der Habsburger. Zusammen mit dem Sundgau kam es mit dem Westfälischen Frieden 1648 an die französische Krone. Zu dieser Zeit wurde das ehemalige Fêche-Moulin aufgegeben, das zwischen Fêche-l’Église und Badevel lag. Fêche-l’Église befand sich stets im Grenzbereich der Herrschaftsgebiete der Grafen von Montbéliard und der Herren von Ferrette. Im 17. Jahrhundert hatten die Eisenerzminen eine wichtige Bedeutung. Seit 1793 gehörte Fêche-l’Église zum Département Haut-Rhin, verblieb jedoch 1871 als Teil des Territoire de Belfort im Gegensatz zum restlichen Elsass bei Frankreich. Nach der Gründung der Japy-Fabriken im benachbarten Badevel Mitte des 19. Jahrhunderts erlebte auch Fêche-l’Église einen wirtschaftlichen Aufschwung.

## Religion
Die Kirche St. Valerius (Saint Valère) in Fêche-l’Église gehört zur Pfarrei St. Johannes Paul II. (Saint Jean-Paul II) mit Sitz in Beaucourt im Dekanat Beaucourt-Delle (Doyenné de Beaucourt-Delle) des Bistums Belfort-Montbéliard.

## Sehenswürdigkeiten
Die Kirche Saint-Valère wurde im 19. Jahrhundert erbaut. Ursprünglich aus dem 17. Jahrhundert stammt die Fontaine Mazarin, die 1886 restauriert wurde. Das Lavoir aus der Zeit um 1800 ist im Zusatzverzeichnis (inventaire supplémentaire) der Liste der Monuments historiques eingetragen.
Siehe auch: Liste der Monuments historiques in Fêche-l’Église
|  |  |

## Bevölkerung
| Jahr | Einwohner |
| ---- | --------- |
| 1962 | 365       |
| 1968 | 412       |
| 1975 | 637       |
| 1982 | 789       |
| 1990 | 764       |
| 1999 | 787       |

Mit 721 Einwohnern (1. Januar 2022) gehört Fêche-l’Église zu den kleinen Gemeinden des Département Territoire de Belfort. Nachdem die Einwohnerzahl in der ersten Hälfte des 20. Jahrhunderts abgenommen hatte (1896 wurden noch 474 Personen gezählt), wurde von 1950 bis 1980 ein deutliches Bevölkerungswachstum verzeichnet. Seither verblieb die Einwohnerzahl auf annähernd konstantem Niveau. Das Siedlungsgebiet von Fêche-l’Église ist heute mit demjenigen von Badevel zusammengewachsen.

## Wirtschaft und Infrastruktur
Fêche-l’Église war bis weit ins 20. Jahrhundert hinein ein vorwiegend durch die Landwirtschaft (Ackerbau, Obstbau und Viehzucht) und die Forstwirtschaft geprägtes Dorf. Daneben gibt es heute verschiedene Betriebe des lokalen Kleingewerbes. Mittlerweile hat sich das Dorf zu einer Wohngemeinde gewandelt. Viele Erwerbstätige sind deshalb Wegpendler, die in den Agglomerationen Belfort und Montbéliard ihrer Arbeit nachgehen.
Die Ortschaft ist verkehrstechnisch gut erschlossen. Sie liegt an der Hauptstraße, die von Montbéliard nach Delle führt. Der nächste Anschluss an die Autobahn A36 befindet sich in einer Entfernung von ungefähr zehn Kilometern. Weitere Straßenverbindungen bestehen mit Saint-Dizier-l’Évêque und Grandvillars.